# Витович, Олег Васильевич
Олег Васильевич Витович (укр. Олег Васильович Вітович; 7 апреля 1967, Кременец, Тернопольская область, УССР — 22 октября 2011, Киев, Украина) — украинский политик, депутат Верховной Рады Украины II созыва.

## Биография
Родился 7 апреля 1967 года.
Закончил Львовский политехнический институт. Работал сначала на Львовском телевизионном заводе, затем — на Львовском заводе телеграфной аппаратуры.
С 1990 года — член руководства Украинского националистического союза. С 1990 по 1994 год был депутатом Львовского областного совета.
Был одним из инициаторов создания УНСО, с 1994 по 1998 год возглавлял УНА-УНСО. Был участником боевых действий в Абхазии и Грузии.
В 1994 году был избран депутатом Верховной Рады. После окончания каденции — функционер СДПУ(о).
Умер 22 октября 2011 года в Киеве. Похоронен на Лычаковском кладбище во Львове.